# Cabo Ortegal

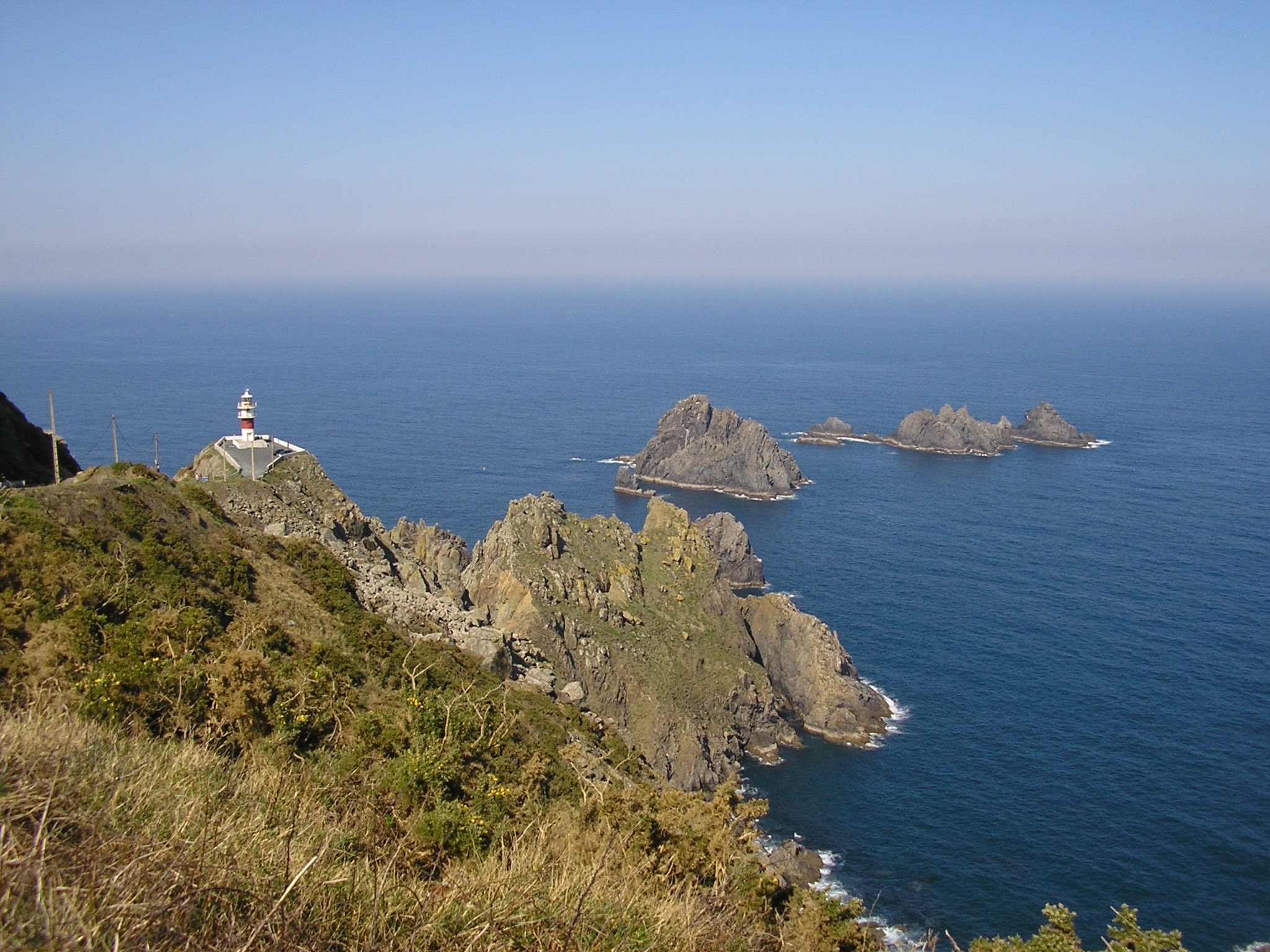
Kap Ortegal mit Leuchtturm von der Zufahrtsstraße aus

Das Kap Ortegal (spanisch und galicisch Cabo Ortegal) ist ein Kap an der Nordküste Galiciens. Es liegt ca. 12 Kilometer südwestlich von Estaca de Bares, dem nördlichsten Punkt des spanischen Festlandes. Es gehört zur Gemeinde Cariño in der Provinz A Coruña.

## Leuchtturm

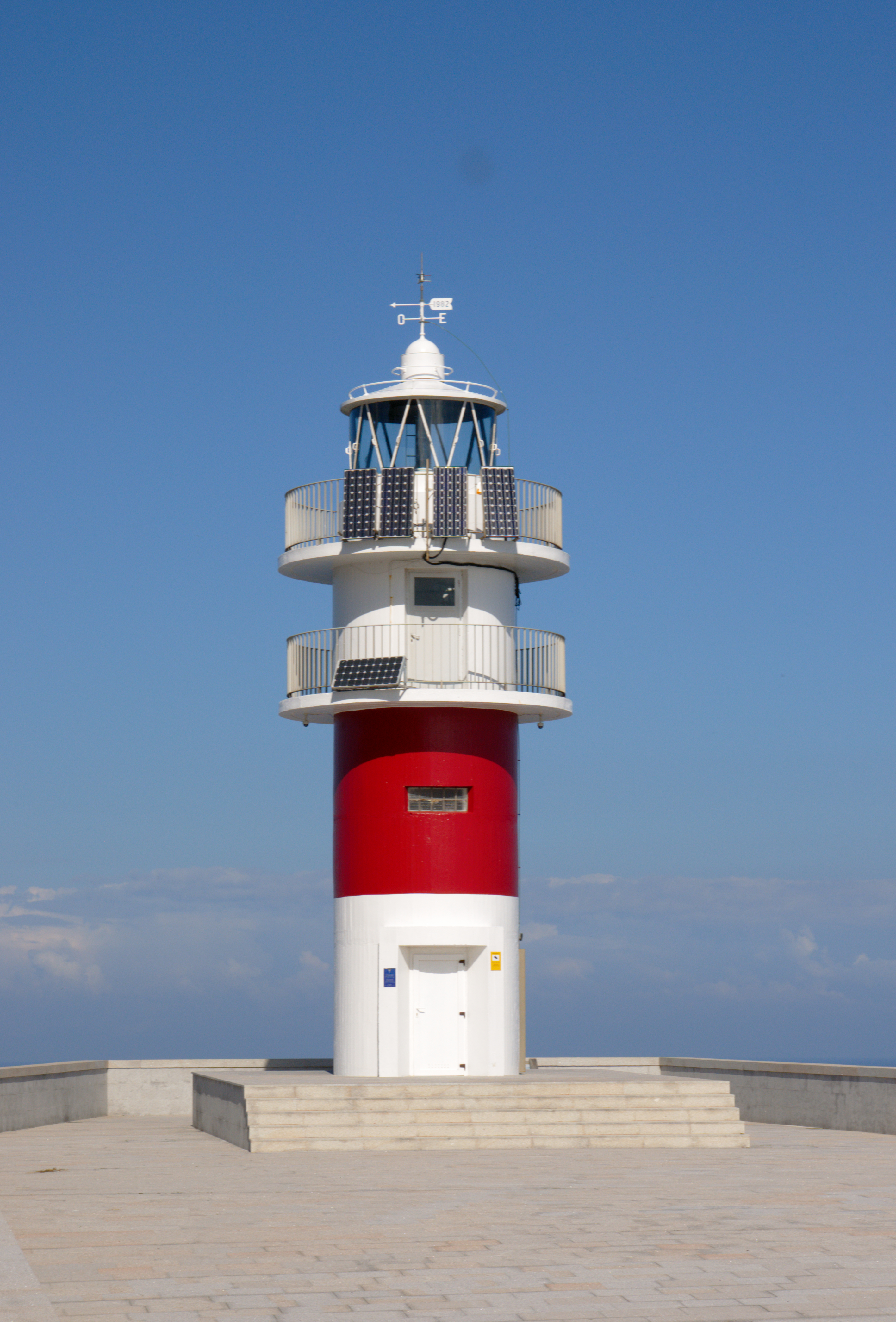
Der Leuchtturm

Von Oktober 1982 bis März 1984 wurde auf dem Geländevorsprung in 124 Metern Höhe über dem Meeresspiegel der 12,7 m hohe Leuchtturm fertiggestellt. Er wurde elektrisch betrieben. Bei einem Ausfall der Stromleitung stellte ein Gasaggregat die Energieversorgung sicher.
1993 übernahm die Hafenbehörde Ferrol den Betrieb der Anlage und baute sie um. Die Gasaggregate und das Nebengebäude, in dem sie untergebracht waren verschwanden. Vom Leuchtsystem wurden nur die beiden Trommeln mit den Reflektoren beibehalten. Die Hauptlampe wurden durch eine Halogenlampe mit 1.000 Watt Leistungsaufnahme ersetzt. Als Notsystem diente eine 150-Watt-Halogenlampe, gespeist von Batterien.
2010 wurde die Stromleitung zum Leuchtturm abgebaut. Zum einen war sie durch Stürme und umgestürzte Bäume häufig unterbrochen, zum anderen störte sie das Landschaftsbild. Das Licht wird seitdem von einem LED-Scheinwerfer geliefert, dessen Leistungsaufnahme so gering ist, dass seine Batterien mittels Sonnenlicht geladen werden können. Die Befeuerung hat eine Tragweite von 18 Seemeilen (33 km) und wird von der Hafenbehörde Ferrol fernüberwacht.
2013 wurde etwas abseits von der Terrasse, auf der sich der Turm befindet, ein Parkplatz für Besucher errichtet, sodass deren Fahrzeuge nicht mehr das Erscheinungsbild stören.

## Die dreiAguillóns

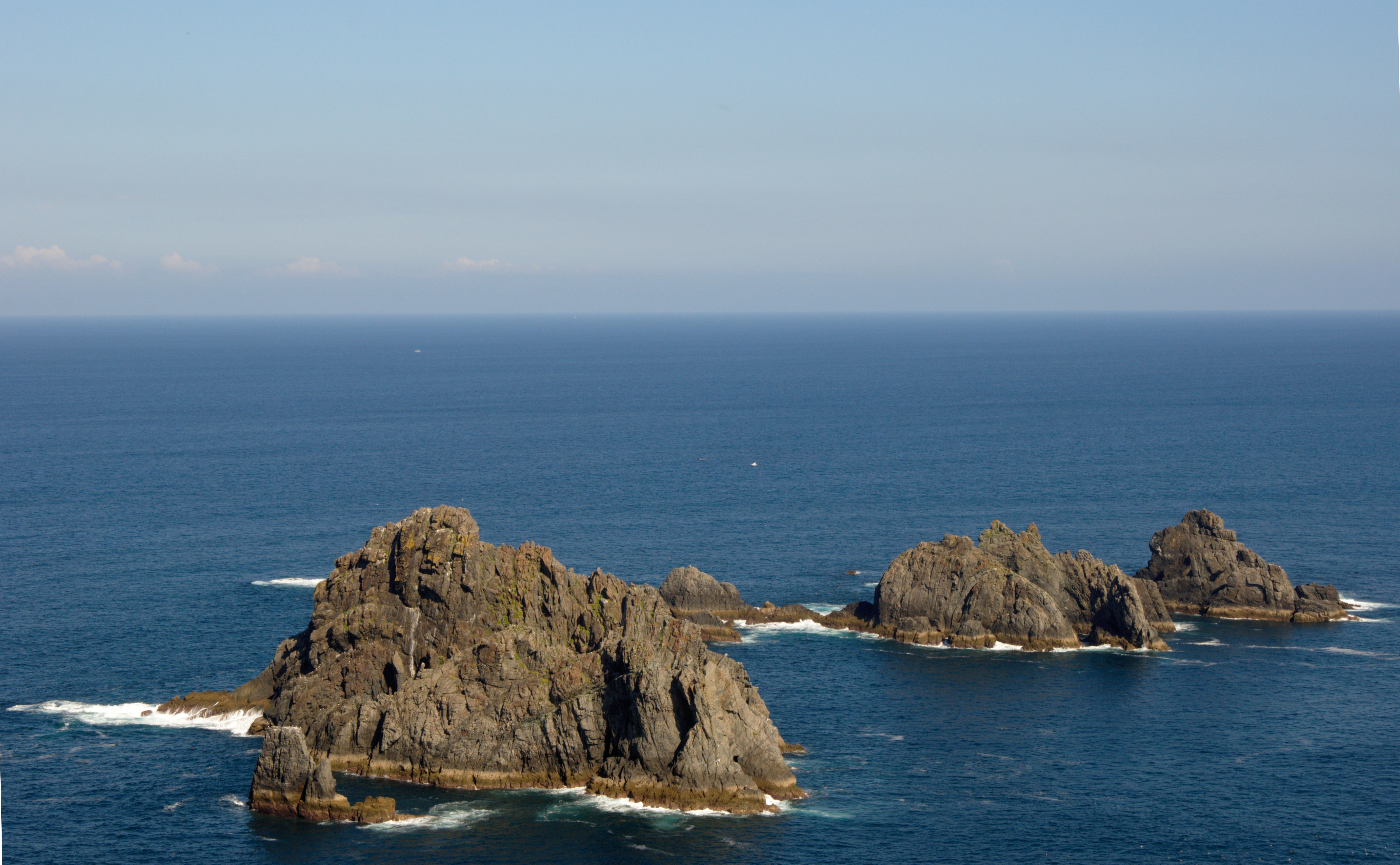
Die drei Aguillóns

In der Verlängerung der Landspitze erstrecken sich hintereinander drei Felsgipfel, die Aguillóns. Ptolemäus nannte sie im ersten Jahrhundert Trileuco, die drei Weißen. Der Name könnte von der weißen Gischt herrühren, die diese Felsen umschäumt. Eine andere Erklärung besagt, dass die Felsen vom Guano der dort nistenden Vögel weiß gefärbt waren.

## Fauna

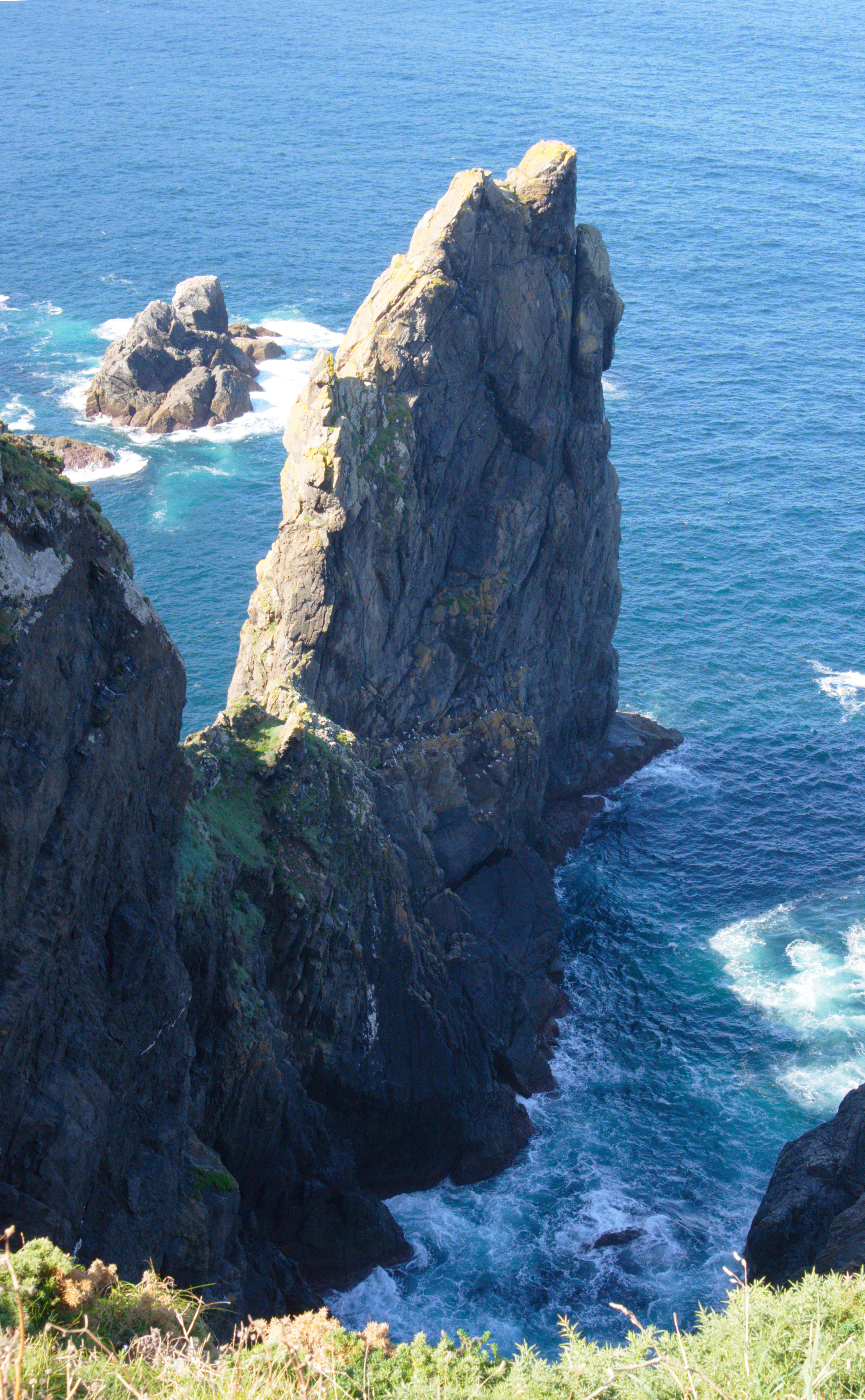
Felsen südwestlich unterhalb der Terrasse, von Vögeln bevölkert

Vom Leuchtturm aus kann man Vögel beobachten, die auf dem unterhalb unmittelbar südwestlich gelegenen Steilfelsen nisten. Zahlreich vertreten sind Mittelmeermöwen. In geringerer Anzahl kann man Kormorane, Alpenkrähen, Sturmschwalben und Blaumerlen beobachten. Die große Kolonie von Lummen, die auf den Aguillóns nistete, ist in den 1970er Jahren ausgestorben.
Im Brandungsbereich wachsen auf den Felsen Percebes.

## Landschaft
Das Kap Ortegal gilt als der Punkt, an dem die Biskaya und der Atlantische Ozean zusammentreffen. Er ist der nördlichste Punkt der Serra da Capelada, dem Gebirgsriegel mit der höchsten Steilküste Südwesteuropas. Wenige Kilometer südwestlich, an der Garita de Herbeira, fällt die Steilküste mehr als 600 m zum brandungsumtosten Ufer hin ab.

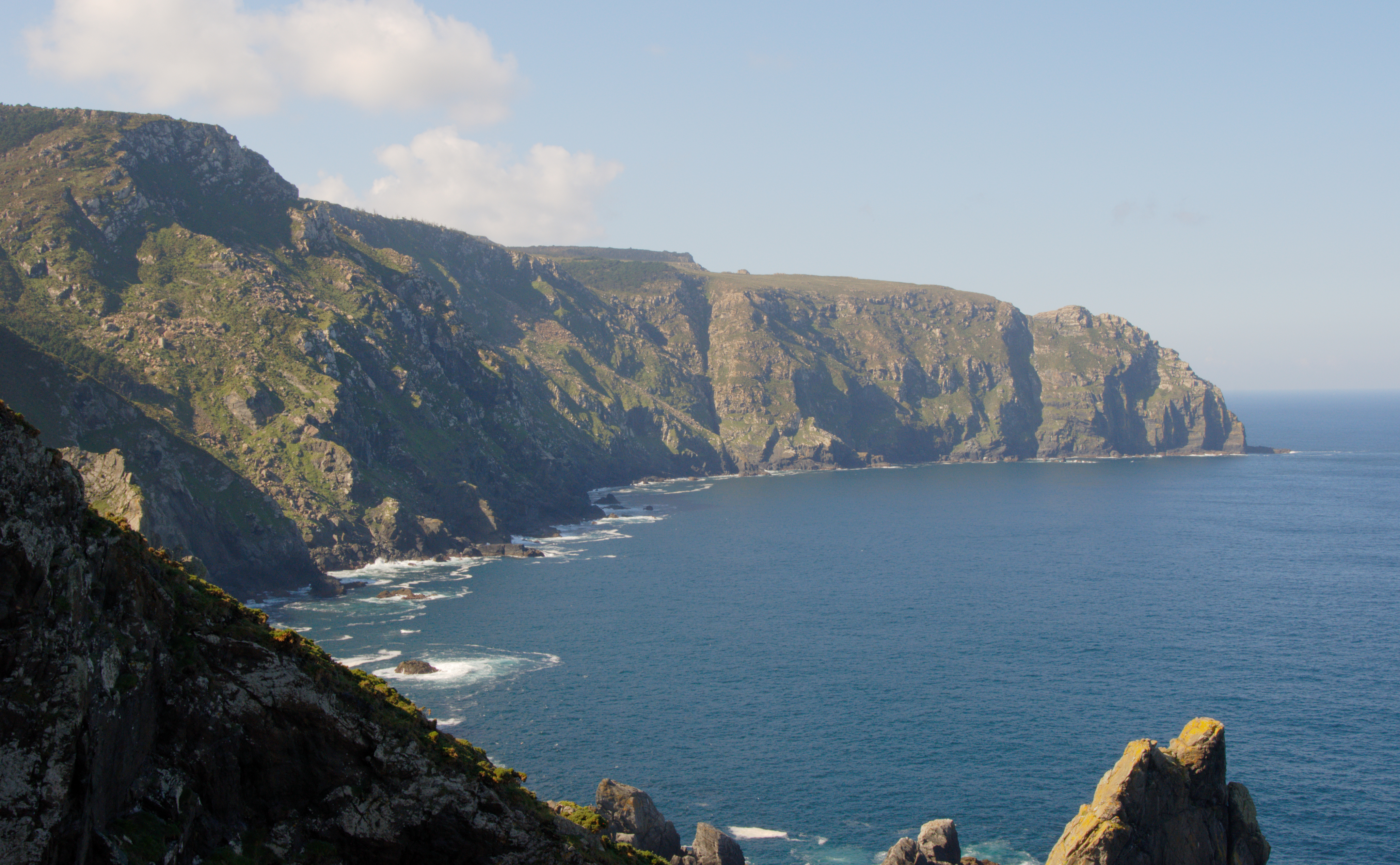
Felsenküste im Südwesten
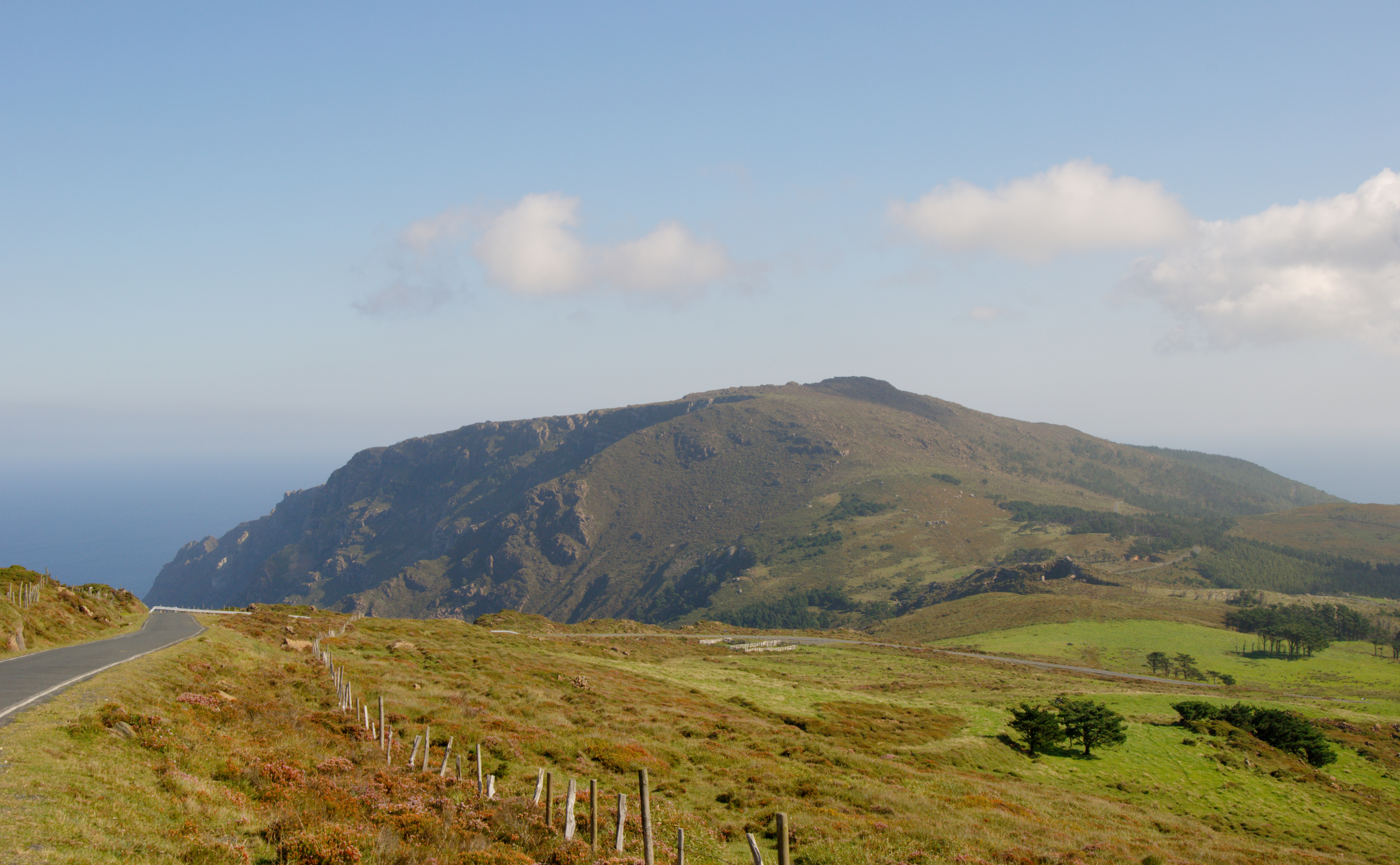
Hinterland